# Antennella microscopica
Antennella microscopica är en nässeldjursart som först beskrevs av Nicolaas `Claas' Mulder och Trebilcock 1909.  Antennella microscopica ingår i släktet Antennella och familjen Halopterididae. Inga underarter finns listade i Catalogue of Life.